# Штахановская, Анна Порфирьевна
Анна Порфирьевна Штахановская (22 декабря 1916, Санкт-Петербург — 19 июня 2009, Москва) — выдающаяся советская спортсменка (велоспорт).
Четырёхкратная чемпионка СССР в спринтерской гонке, четырёхкратная рекордсменка СССР по велоспорту, двукратная абсолютная чемпионка СССР по велоспорту на треке. Участник Великой Отечественной войны, фронтовик, прошла всю Великую Отечественную войну с первого дня и до её окончания в составе 55-й и 2-й Гвардейской Таманской мотострелковой дивизии. Впоследствии присвоено звание «Почётный ветеран Гвардейской Таманской мотострелковой дивизии". Инвалид 1-й группы ВОВ («боевая травма»). Присвоено звание лейтенанта в должности командира взвода санмедроты.
Основатель и несменный руководитель одного из крупнейших детских оздоровительных учреждений СССР на побережье Чёрного моря «Пионерский лагерь» «Отважных и Смелых» (пос. Кабардинка, Краснодарский край). Детской здравнице было присвоено звание «Пионерский лагерь СССР образцовой работы».
Награждена «Серебряной медалью ВДНХ СССР» за успехи в развитии народного хозяйства СССР. Документы и материалы, отражающие новаторскую деятельность Штахановской А. П., неоднократно демонстрировались на ВДНХ СССР.
Награждена медалями «За трудовую доблесть», «За трудовое отличие».

## Биография
Анна Порфирьевна родилась в семье военного деятеля, гвардии полковника Порфирия Александровича Штахановского (до Великой Отечественной войны — начальник отдела рабочих кадров управления Северо-Кавказской железной дороги, почетный чекист). C 1918 года отец Штахановской работал в системе уголовного розыска, возглавлял отдел по борьбе с бандитизмом, крупный военачальник в годы Великой Отечественной войны. Имя Штахановского Порфирия Александровича носит одна из улиц города Ростова-на-Дону. Брат Анны Порфирьевны Штахановской Константин пропал без вести на фронтах Великой Отечественной войны. Младшая сестра Александра работала преподавателем общеобразовательной школы.
Анна Порфирьевна закончила Государственный институт физической культуры имени П. Ф. Лесгафта (ныне НГУ имени П. Ф. Лесгафта, Санкт-Петербург).
Будучи студенткой неоднократно становилась победителем чемпионатов СССР по лёгкой атлетике. Приоритетными направлениями в её спортивной карьере были конькобежный спорт, велоспорт и велоспорт на треке. В 1939—1940 стала чемпионка СССР в индивидуальной спринтерской гонке. Неоднократная рекордсменка СССР. Окончила институт в звании «Мастер спорта СССР».
Вместе с отцом Порфирием Александровичем Штахановским прошла всю Великую Отечественную войну. Начала ее в Ростовском народном ополчении в качестве операционной сестры медсанбата. Отличилась уже в начале войны в боях 41-го по обороне и освобождению Ростова-на-Дону. Проявила подвиг и отвагу, будучи командиром медсанроты 122 отдельного Ростовского Стрелкового полка. Под шквальным артиллерийским огнём форсировала реку Дон и вплавь на плотах переправляла раненых на другой берег Дона. Спасла медицинскую роту. За совершение подвига во время боевых действий была представлена к высшему званию Героя Советского Союза. Однако, А. П. Штахановский, будучи командиром полка, счёл невозможным по соображениям этики подписать наградной лист своей дочери. Предположительно, документ о представлении к званию Героя Советского Союза хранится в РГВА.
После боев за Ростов-на-Дону в биографии Анны Порфирьевны были героическая оборона Кавказа, бои за Новороссийск, Малую землю, форсирование Керченского пролива на Керченский полуостров в тыл к немецким оккупантам; За время десанта спасла более 90 солдат и офицеров. Участвовала в боях за Керчь, Ялту, Севастополь, Прибалтику, Кёнигсберг, в освобождении Белоруссии. После взятия Кёнигсберга продолжала служить в Советских войсках в Германии (СВАГ): Земля Саксония-Анхальт, Галле, в оперсекторе помощником оперуполномоченного в Советской администрации.
Похоронена 19 июня 2009 года в Москве на военном некрополе Перепеченского кладбища.

### Дети
- Шинкарева Майя Изъяславовна, кандидат искусствоведения, Заслуженный работник высшей школы РФ.
- Старченко Мария Изъяславовна, врач клинической нефрологии и терапии.

## Награды
- Награждена двумя орденами Красной Звезды (07.11.1943, 24.04.1945)[1], двумя орденами Отечественной Войны; медалью «За боевые заслуги» (08.12.1942), а также четырьмя благодарственными письмами Верховного Главнокомандующего СССР:

1. «За отличные боевые действия, проявленные в боях за овладение крепостью и главным городом Восточной Пруссии — Кёнигсбергом» (9 апреля 1945 года);
2. «За участие в боях по освобождению от Немецко-Фашистских Захватчиков городов Керчь, Ялта и Севастополь» (10 мая 1944 года);
3. «За участие в боях по прорыву обороны немцев северо-западнее и юго-западнее Шауляй (Шабли)» (8 октября 1944 года);
4. «За участие в боях по освобождению Таманского полуострова от немецко-фашистских захватчиков» (9 октября 1943 года).